# Сан Леучо дел Санио
Сан Лѐучо дел Са̀нио (на италиански: San Leucio del Sannio) е малко градче и община в Южна Италия, провинция Беневенто, регион Кампания. Разположено е на 369 m надморска височина. Населението на общината е 3207 души (към 2010 г.).